# Saccocirrus archboldi
Saccocirrus archboldi är en ringmaskart som beskrevs av Kirsteuer 1967. Saccocirrus archboldi ingår i släktet Saccocirrus och familjen Saccocirridae. Inga underarter finns listade i Catalogue of Life.